# ランス・アンソニー・オサリバン
ランス・アンソニー・オサリバン（Lance Anthony O'Sullivan、1963年8月28日 -　）は、ニュージーランド出身の元騎手、現調教師。

## 経歴
父のデイヴ・オサリバンはニュージーランド競馬界屈指の調教師として知られており、また兄のポール・オサリバンも調教師という競馬一家である。
1985/86年シーズンに年間143勝し、ニュージーランド歴代年間最多勝記録を更新した。
1986年11月9日、富士ステークスでニュージーランドのアワウェイバリースターに騎乗し優勝。来日初勝利を挙げる。11月23日には第6回ジャパンカップでアワウェイバリースターに騎乗。同馬は2番人気に推されたが、ジュピターアイランドの5着に敗れた。
1989年11月26日、第9回ジャパンカップでホーリックスに騎乗。南井克巳騎乗のオグリキャップと激しいデッドヒートを演じた末、2分22秒2のコースレコードで優勝した。ワールドスーパージョッキーズシリーズには、第1回（1987年）から第16回（2002年）までの間に計9回出場したが、1度も3位以内に入ることはできなかった。
2003年、騎手を引退。通算2479勝。引退後は、香港で開業した兄・ポールの後を引き継ぎ、ニュージーランドで調教師となった。
2008年11月9日、第2回ジョッキーマスターズ競走に出場するため日本に訪れる。結果は4着だった。このとき、第9回ジャパンカップで戦ったオグリキャップの一般公開が東京競馬場で行われ、オサリバンも岡部幸雄や南井克己と並び、パドックでオグリキャップに対してコメントを行った。
2008年に遠征した名古屋競馬所属で女性騎手の山本茜を、2017年には後にニュージーランドで騎手免許を取得する柳田泰己をそれぞれ厩舎に受け入れている。

## 主な勝鞍（騎手時代）
- ジャパンカップ（1989年Horlicks）
- コックスプレート（1991年Surfers Paradise）
- ニュージーランドオークス（1999年Savannah Success）
- ケルトキャピタルステークス（2001年Cinder Bella）